# Бурк, Рэй
Раймон Жан «Рэй» Бурк (фр. Raymond Jean "Ray" Bourque; род. 28 декабря 1960, Сен-Лорен, Квебек) — канадский хоккеист, один из лучших защитников в истории НХЛ. На драфте 1979 года был выбран «Бостон Брюинз» в первом раунде под общим номером 8.
Пять раз завоевывал «Норрис Трофи» — приз лучшему защитнику НХЛ (1987, 1988, 1990, 1991, 1994). 19 раз участвовал в матчах всех звёзд НХЛ (1981—1986, 1988—1994, 1996—2001 гг.). Лучший новичок сезона 1979-80 («Колдер Трофи»). Самый результативный защитник за всю историю Национальной хоккейной лиги — 1579 очков (410+1169) в 1612 матчах чемпионата (занимает 12-е место среди всех игроков). В 1985—2000 гг. был капитаном «Бостон Брюинз». В 1980, 1982, 1984, 1985, 1987, 1988, 1990—1994, 1996, 2001 годах входил в первый состав сборной Всех звёзд НХЛ, в 1981, 1983, 1986, 1989, 1995 и 1999 — во второй состав.
Бурк провёл в «Бостоне» двадцать один сезон (с 1979 по 2000 годы), но за это время клуб только дважды добирался до финала Кубка Стэнли. Весной 2000 года 39-летний Бурк попросил обмена в клуб, имеющий реальные шансы на победу в Кубке. Был обменян в «Колорадо Эвеланш», в составе которого в 2001 году стал обладателем высшего командного трофея НХЛ, после чего завершил карьеру.
В составе сборной Канады выступал на трёх Кубках Канады (1981, 1984 и 1987 гг.). Сыграл за сборную на Олимпиаде 1998 г. в Нагано, где был признан лучшим защитником турнира.

## Игровая статистика
| Легенда | Легенда                    | Легенда | Легенда                   | Легенда | Легенда    |
| ------- | -------------------------- | ------- | ------------------------- | ------- | ---------- |
| И       | Количество проведённых игр | Штр     | Штрафное время            | +/−     | Плюс-минус |
| Г       | Голы                       | П       | Голевые передачи          | О       | Очки       |
| -       | Статистика неизвестна      | —       | Статистика не учитывалась |         |            |